# Morphotica mirifica
Morphotica mirifica är en fjärilsart som beskrevs av Edward Meyrick 1915. Morphotica mirifica ingår i släktet Morphotica och familjen plattmalar. Inga underarter finns listade i Catalogue of Life.